# Sollertia
Sollertia (traducido del latín: iniciativa) es una institución educativa privada del departamento de Ucayali, Perú. Se conoció nacionalmente por participar en eventos de ciencia y tecnología, lo cual Concytec ayudó a participar en eventos fuera del país desde 2009. La instalación se ubica en la ciudad de Pucallpa. 

## Historia
La I.E. se creó el 12 de diciembre de 2005, mediante Resolución Directoral Regional N.º 03357-05, empezó a funcionar en el 2006 con ocho docentes y con tres personal administrativo. Siendo el promotor y fundador el señor Fredi Adolfo Carrasco Sandoval; en sus inicios solo había  el nivel secundaria, con cuatro salones: 2 de Primer año, 1 de segundo año y 1 de Tercer año.

## Administración
- Prof. Max Henrry Arévalo Acosta (2006-2013)
- Blgo. Ricardo Racchumi Escalante (2014-2016)
- Mg. Herless Valdivia Rengifo (2017-2021)
- Mg. Werner Macahuachi Huayaban (2022-2023)
- Mg. Max Henrry Arévalo Acosta (2024-???)

## Participaciones destacadas
La Institución Educativa Privada Sollertia ha sido ganadora dos veces consecutivas en categoría de Ciencias Ambientales de la Feria Escolar Nacional de Ciencia y Tecnología del Ministerio de Educación del Perú, bajo el apoyo de Concytec. El primero, de 2009, se basó en un bionegocio de frutas; y el segundo, de 2010, en la restauración de suelos de petróleo. Este último ganó popularidad cuando fue compartido por Alejandro Sanz.
En 2011 dos integrantes del colegio fueron seleccionados para representar al Perú en la ISEF de Estados Unidos, en la categoría Ciencias Ambientales. En 2012 el equipo original volvió a participar en la  XXVII Muestra de Ciencia y Tecnología, realizada en Novo Hamburgo, Brasil.

### Atletismo
- 2010: Alain Francois Reyna Mendoza
- 2013: Alain Francois Reyna Mendoza
- 2015: Tulio Macedo de Souza (dos veces campeón nacional)

### Olimpiada Nacional Escolar de Matemática
- 2013 al 2015: Hellen Brast Panduro
- 2016 al 2018: George Guillermo Brast Panduro

### Natación
2016 al 2019:
- Pablo Schelamauss Loja
- Alexander Bruno Campos Schelamauss

### Feria Nacional de Ciencia y Tecnología – Eureka
- 2006. «Valorando la medicina tradicional de Ucayali». Segundo puesto Nacional».
- 2008. «Mejorando las cadenas productivas de las plantas medicinales amazónicas promisorias».
- 2009. «Plantas Ornamentales y Aromáticas de la Amazonía: Oportunidad de Bionegocios».
- 2010. «Bioremediación con aguas y suelos contaminadas con petróleo». Primer Puesto Nacional.
- 2011. Participación en la feria Internacional INTEL-ISEF. Los Ángeles, con el proyecto «Bioremediación con aguas y suelos contaminadas con petróleo».
- 2012. «Aprovechamiento de Residuos Orgánicos de la Industria Regional en la elaboración de mayólicas y Papel Ecológico». Tercer puesto Nacional.
- 2013. Participación en la Feria Internacional. MOSTRATEC. Nuevo Hamburgo. Brasil, con el Proyecto «Aprovechamiento de Residuos Orgánicos de la Industria Regional en la elaboración de mayólicas y Papel Ecológico».
- 2014. "Docendo Discimus". Área de Ciencias Básicas.
- 2015. «Valorando nuestra biodiversidad e Identidad cultural: Circuito Ecoturístico y Vivencial en la Laguna de Yarinacocha». Área de Ciencias Sociales.
- 2015. «Nocte stellanti: Como podemos volver a tener un cielo estrellado». Área de Ciencias Básicas.
- 2015. Revalorando los conocimientos de la comunidad nativa de san Francisco.
- 2017. Conociendo y Revalorando los Pueblos indígenas de Ucayali a través de sala de interpretación: Museo NON AXEBO, CCNN San Francisco Ucayali y Sala de Culturas vivas.[13]
- 2017. «Uso de las TICS como medio de concientización para la cultura y el ahorro del agua».